# سيلكيبورج

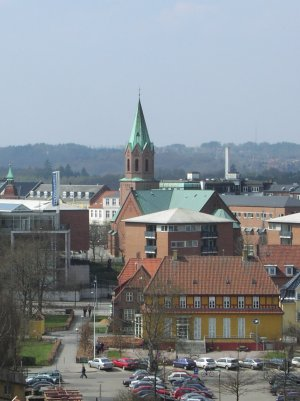
سيلكيبورج

سيلكيبورج (بالدنماركية: selɡəˌbɒ:ˀ) مدينة الدنماركية يبلغ عدد سكانها 43158 (1 يناير 2014) 
.
تقع على نهر غودين في وسط شبه جزيرة يوتلاند، تقع سيلكيبورج في الغرب قليلا في المركز الجغرافي من الدانمارك. وهي مقر مجلس بلدية سيلكيبورج مع 89346 نسمة آخرين (2013)، وهي أيضا جزء من منطقة عاصمة شرق يوتلاند، التي لديها 1.2 مليون نسمة.
تأسست المدينة في عام 1844. وتنقسم المدينة إلى الشمال والجنوب على ضفاف بحيرة سيلكيبورج، والتي تقع في الجانب الشرقي من المدينة، وتتمتع المدينة بمناظر طبيعية جبلية جدا تحيط بها أكبر الغابات في الدانمارك وعدد كبير من البحيرات.

## توأمة
لسيلكيبورج اتفاقيات توأمة مع كل من:
- كايسرسلاوترن (2000 - )
- بلدية كالمار

## أعلام
- كاسبر دولبرغ
- إسكيلد إيبيسن
- أنيكا لانغفاد
- يوهانس فيبيغر
- أسبغورن أندرسن
- لارس باك

## وصلات خارجية
- Official municipality website نسخة محفوظة 5 فبراير 2010 على موقع واي باك مشين.
- Silkeborg.com
- Hjejlen.com
- Byopgørelsen (inhabitants cities) latest publications
- Museum Jorn, Silkeborg